# 천안서당초등학교
천안서당초등학교는 대한민국 충청남도 천안시 서북구에 있는 -공립- 초등학교이다.

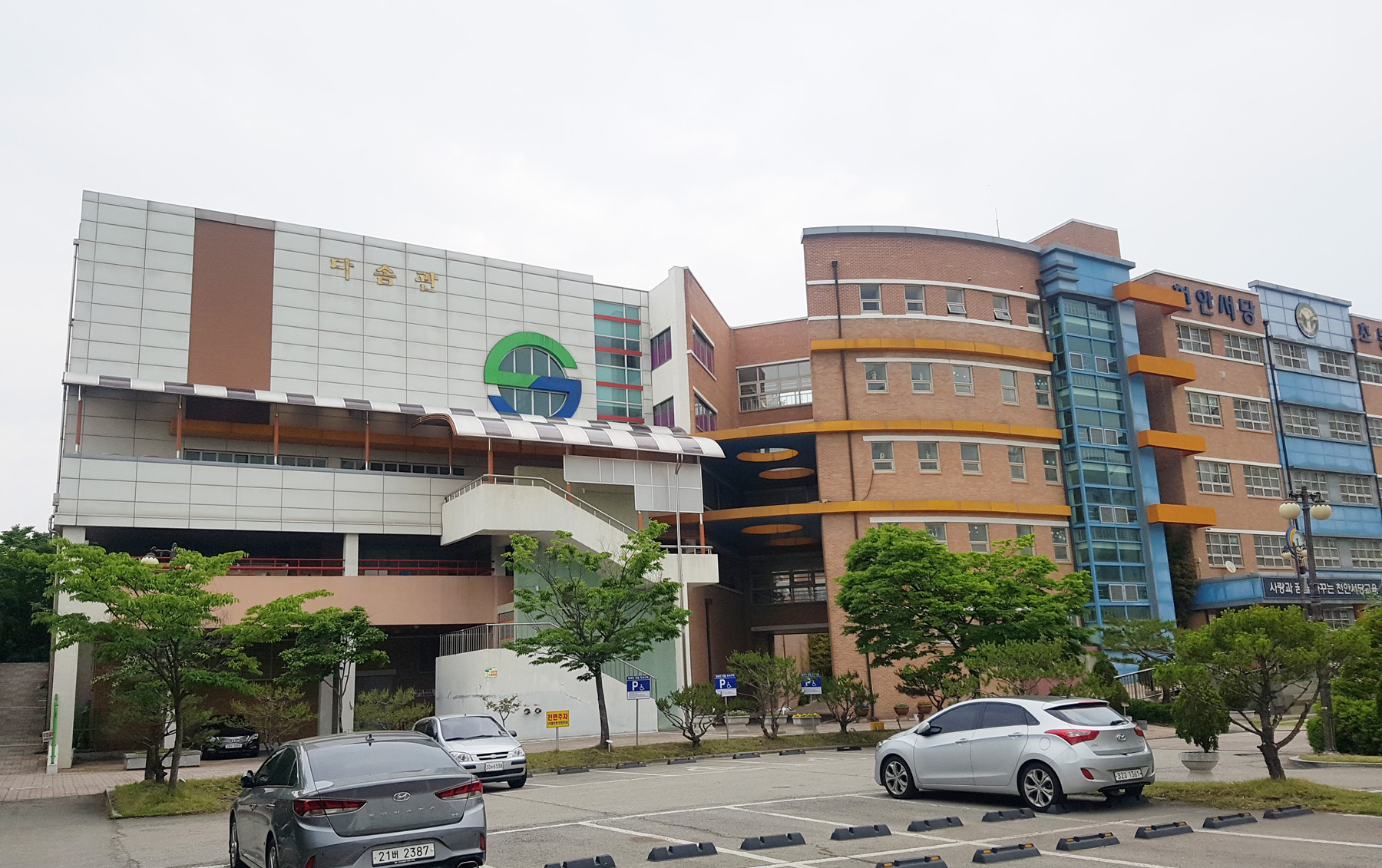
천안 서당초등학교 -다솜관-

## 학교 연혁
- 2004년 9월 1일: 개교
- 2014년 3월 1일: 44학급 편성
- 2020년 3월 1일: 37학급(특수 2학급) 편성

## 참고 자료
- 천안서당초등학교 - 한국교육학술정보원 학교알리미